# Deborah Coleman

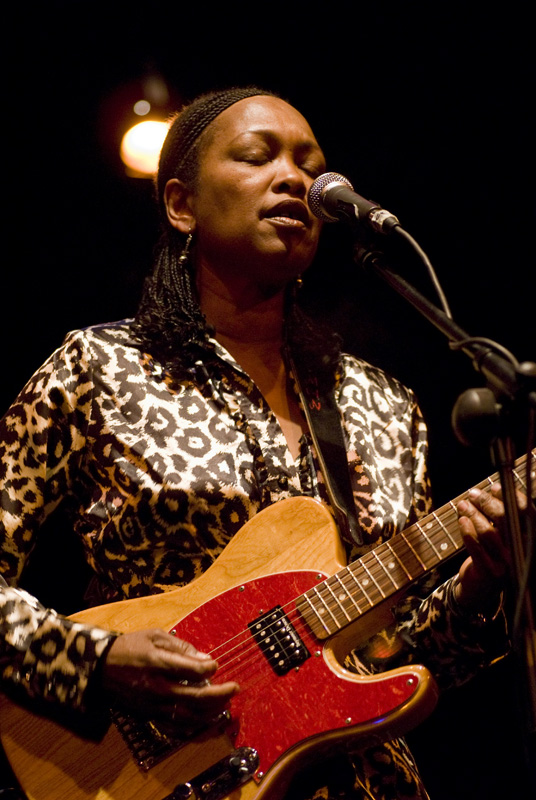
Deborah Coleman 2009

Deborah Coleman (* 3. Oktober 1956 in Portsmouth, Virginia; † 12. April 2018) war eine US-amerikanische Bluesgitarristin, Songwriterin und Sängerin.

## Leben
Deborah Coleman wurde in Portsmouth geboren, verbrachte aber ihre Jugendzeit in San Diego, San Francisco, Bremerton und in der Gegend um Chicago, da ihr Vater bei der Army war und immer wieder versetzt wurde. Die Familie war sehr musikalisch, so spielte ihr Vater Klavier, zwei Brüder Gitarre und eine Schwester Gitarre und Keyboard. Im Alter von acht Jahren begann sie mit dem Gitarre-Spielen und im Alter von fünfzehn Jahren spielte sie schon professionell Bass in Bands aus der Portsmouth-Gegend. Nachdem sie Jimi Hendrix gehört hatte, wechselte sie zur Gitarre. 1981 heiratete sie und bekam eine Tochter und ließ ihre Karriere ruhen, aber 1985 bildete sie eine Frauengruppe namens Moxxie, nach deren Auflösung gründete sie ihr eigenes Bluesrocktrio.
Als Einflüsse ihres Gitarrenspiels nannte sie Jimi Hendrix, Jeff Beck, Buddy Guy, Freddie King, Albert Collins und Larry Carlton und als Einflüsse ihres Gesangstils nannte sie Chrissie Hynde und Patti Smith, sowie die Aufnahmen von Bessie Smith, Janis Joplin, Memphis Minnie und Alberta Hunter.
Dem Blues war sie verfallen, als sie ein gemeinsames Konzert von Howlin’ Wolf, Muddy Waters und John Lee Hooker hörte. Ihre Karriere begann 1993, als sie eine National Amateur Talent Search gewann. Sie erhielt dafür Studiozeit und etwas später unterschrieb sie einen Plattenvertrag mit New Moon Records, einem Label aus North Carolina. Nach ihrer Debütplatte widmete ihr Living Blues einen zweiseitigen Artikel als Bluestalent. 1998 kam sie zu einer Coverstory sowohl bei Living Blues als auch in der Blues Revue. Ihre Liveauftritte begeisterten Publikum und Kritiker gleichermaßen. 2002 ging sie mit Charlie Musselwhite, Corey Harris und Elvin Bishop auf Tournee, 2005 im Gefolge der Promo-Tour Blues Caravan mit Dani Wilde und Candye Kane. Ihr 2002 Album Soul Be It ist eine Live-CD, die ihre Fans schon lange erwartet hatten. Deborah Coleman spielte auf vielen großen und kleinen Bluesfestivals rund um den Globus, so zum Beispiel North Atlantic Blues Festival, Waterfront Blues Festival, Monterey Jazz Festival, Ann Arbor Blues & Jazz Festival, Sarasota Blues Festival, dem San Francisco Blues Festival und anderen.
In der Nacht vom 12. auf den 13. April 2018 verstarb Deborah Coleman im Alter von nur 61 Jahren an den Folgen einer Lungenentzündung.

## Auszeichnungen
- Orville Gibson Award 2001 - Best Blues Guitarist, Female[5]
- Neun Nominierungen für den Blues Music Award

## Diskografie

### Alben
- 1995 - Takin' a Stand	- New Moon Records
- 1997 - I Can't Lose -	Blind Pig
- 1998 - Where Blue Begins - Blind Pig
- 2000 - Soft Place to Fall - Blind Pig
- 2001 - Livin' on Love	- Blind Pig
- 2002 - Soul Be It - Blind Pig
- 2004 - What About Love? - Telarc Distribution
- 2007 - Stop the Game - JSP
- 2007 - Time Bomb - Ruf - mit Sue Foley & Roxanne Potvin[6]

### Gastauftritte (Auswahl)
- I Got Something to Say - Charlie Sayles (1995)
- Every Woman's Blues: The Best of New Generation
- Songs Of Willie Dixon (1999)
- God's Got It - Joe Pace & the Colorado Mass Choir (1999)
- Hip Guy - Charlie Sayles (2000)
- Ladies Man - Pinetop Perkins (2004)
- Live At Handy Blues Awards (2008)